# Aníbal Paciência
Pour les articles homonymes, voir Paciência.
Aníbal Paciência, de son nom complet Aníbal da Fonseca Paciência, est un footballeur portugais né le 11 mai 1915 à Luanda en Angola portugais et mort le 17 octobre 1957. Il évoluait au poste de milieu de terrain.

## Biographie

### En club
Aníbal Paciência est joueur du Sporting CP de 1936 à 1944,.
Avec le Sporting, il remporte le Campeonato de Portugal en 1938, une compétition nationale disputée sous un format proche de la Coupe du Portugal actuelle.
Il réalise le doublé Coupe/Championnat en 1941.
Après un dernier titre de Champion du Portugal en 1944, il raccroche les crampons.
Il dispute un total de 95 matchs pour un but marqué en première division portugaise,.

### En équipe nationale
International portugais, il reçoit une unique sélection en équipe du Portugal : le 16 mars 1941, il joue contre l'Espagne (défaite 1-5 à Bilbao).

## Palmarès
Sporting
| - Championnat du Portugal (2) : - Champion : 1940-41 et 1943-44. - Coupe du Portugal (1) : - Vainqueur : 1940-41. |  | - Campeonato de Portugal (1) : - Vainqueur : 1937-38. - Championnat de Lisbonne (5) : - Champion : 1937-38, 1938-39, 1940-41, 1941-42 et 1942-43. |